# Pseudovermis japonicus
Pseudovermis japonicus is een slakkensoort uit de familie van de Pseudovermidae. De wetenschappelijke naam van de soort is voor het eerst geldig gepubliceerd in 1973 door Hamatani & Nunomura.